# Duncan Sisters
Pour les articles homonymes, voir Duncan.
Les Duncan Sisters (« Sœurs Duncan ») sont un duo de vaudeville américain essentiellement actif dans les années 1910 à 1930. Il est formé par deux sœurs : Rosetta Duncan (née le 23 novembre 1894 à Los Angeles et morte le 4 décembre 1959 à Berwyn, dans l'Illinois) et Vivian Duncan (née le 17 juin 1897 à Los Angeles et morte le 19 septembre 1986 à Beverly Hills).

## Biographie

### Débuts
Les Duncan Sisters commencent à se faire connaître sur scène dans la Kiddies' Revue de Gus Edwards en 1911.

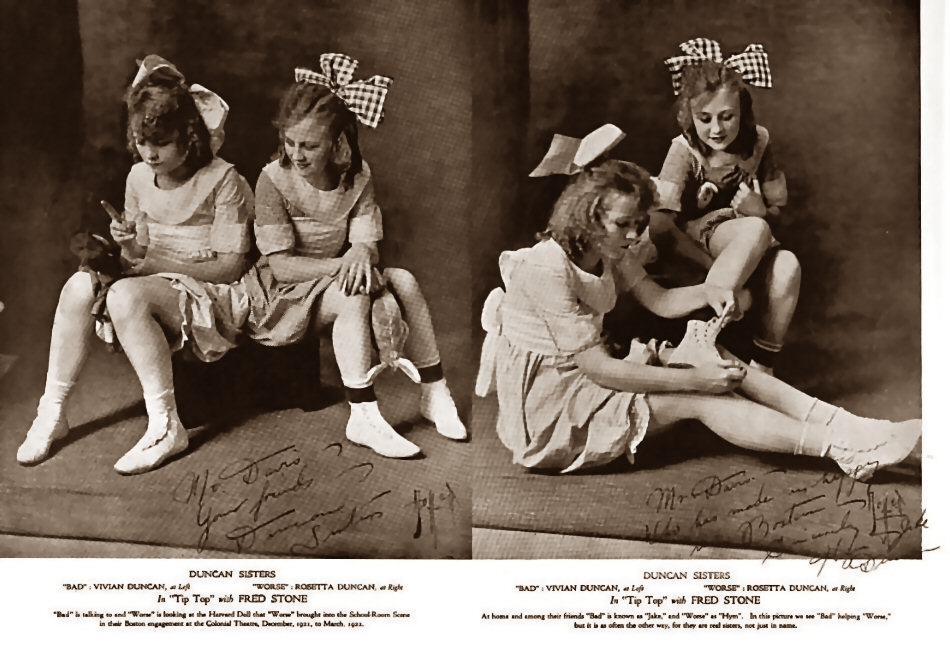
Duncan Sisters.

Au cours des années suivantes, elles perfectionnent leur duo. Rosetta joue une femme noire avec une voix de basse et Vivian est la jolie blonde muette. En l'espace de quelques années, elles deviennent des comédiennes de vaudeville célèbres et se produisent aussi dans des boîtes de nuit et sur scène à New York et à Londres. Elles font leur première apparition importante à Broadway en 1917 au Winter Garden Theatre, dans un spectacle avec Ed Wynn et Frank Tinney intitulé Doing Our Bit.

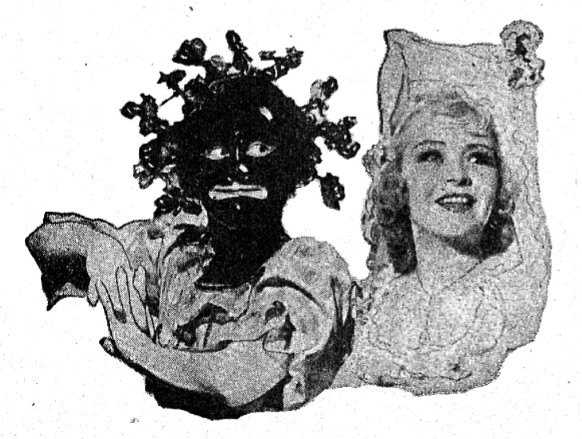
Topsy et Eva.

Le duo connaît un succès populaire à partir de 1923, grâce à sa performance dans la comédie musicale Topsy and Eva (inspirée de La Case de l'oncle Tom de Harriet Beecher Stowe). Elles interprètent le spectacle à de multiples reprises, entre autres à Broadway et en tournée en Europe. Elles en reprennent aussi les rôles titres pour l'adaptation cinématographique d'un film muet en 1927 dirigé par Del Lord avec les contributions de D. W. Griffith.

### It's a Great Life
En 1929, la Metro-Goldwyn-Mayer produit sa première comédie musicale sonore, The Broadway Melody, avec Bessie Love et Anita Page dans le rôle fictif des sœurs Mahoney. C'est un vif succès et la MGM décide de produire un film similaire avec les Duncan Sisters dans les rôles principaux. It's a Great Life (La Grande Vie, MGM, 1929), réalisé par Sam Wood comporte trois séquences filmées en Technicolor. Les Duncan Sisters y interprètent deux de leurs chansons les plus populaires, I'm Following You et Hoosier Hop.
Malheureusement, le film « a échoué au box-office et a contribué à écourter la carrière cinématographique des Duncan ». Ce film, rarement vu pendant des décennies, en partie à cause de l'absence de séquences en couleur, refait surface en 2010 dans une copie restaurée publiée par Warner Bros.
MGM fait jouer les Duncan Sisters dans son film de 1930 The March of Time, mais celui-ci ne sera jamais terminé. En 1935, les Duncan Sisters reviennent à l'écran dans le court métrage musical Surprise ! dans lequel on les voit reprendre leurs personnages de Topsy et Eva.

### Carrière
Après le mariage de Vivian Duncan avec l'acteur Nils Asther en 1930 (avec qui elle a une fille), Rosetta (pour sa part lesbienne) tente une carrière solo, mais le duo est rapidement reformé lorsque Vivian divorce dès 1932. Elles poursuivent leur carrière ensemble jusqu'à la mort de Rosetta Duncan en 1959.
Les Duncan Sisters continuent à être un duo d'artistes populaires dans les boîtes de nuit pendant plusieurs décennies. Elles apparaissent dans plusieurs soundies (films musicaux de trois minutes) et dans l'émission télévisée You Asked For It. À la fin des années 1940, les Duncan Sisters écrivent et enregistrent quatre sélections de Noël pour la Hollywood Recording Guild Inc : Dear Santy, The Angel on the Top of the X-mas Tree, Twimmin' de Cwis'mas Twee et Jolly Ole Fella.
En 1956, Rosetta et Vivian Duncan apparaissent toutes deux dans l'émission de télévision de Liberace. Elles chantent quelques-unes de leurs chansons et font leur numéro de Topsy et Eva.
Leur spectacle prend fin en 1959 lorsque Rosetta Duncan meurt des suites de blessures subies dans un accident de voiture. Vivian, alors remariée à Frank Herman, continue à se produire en solo dans des clubs. Elle meurt de la maladie d'Alzheimer en 1986. Elles sont enterrées au Forest Lawn Memorial Park à Los Angeles,.

## Filmographie
Sauf indication contraire, les informations mentionnées dans cette section peuvent être confirmées par la base de données cinématographiques IMDb,  présente dans la section « Liens externes ».
- 1927 : Topsy and Eva, film muet adapté de leur spectacle sur scène, dirigé en partie par D. W. Griffith : Topsy (Rosetta Duncan) et Eva (Vivian Duncan)[12]
- 1927 : Le Don Juan du cirque (Two Flaming Youths) de John Waters : elles-mêmes (caméo)
- 1929 : La Grande Vie (It's a Great Life) de Sam Wood, comédie musicale : les Duncan Sisters dans le rôle de Casey et Babe[13]
- 1930 : The March of Time (film inachevé) de Charles Reisner : comme Duncan Sisters[14]

## Spectacles communs à Broadway
- 1911 : Kiddies' Revue de Gus Edwards[9]

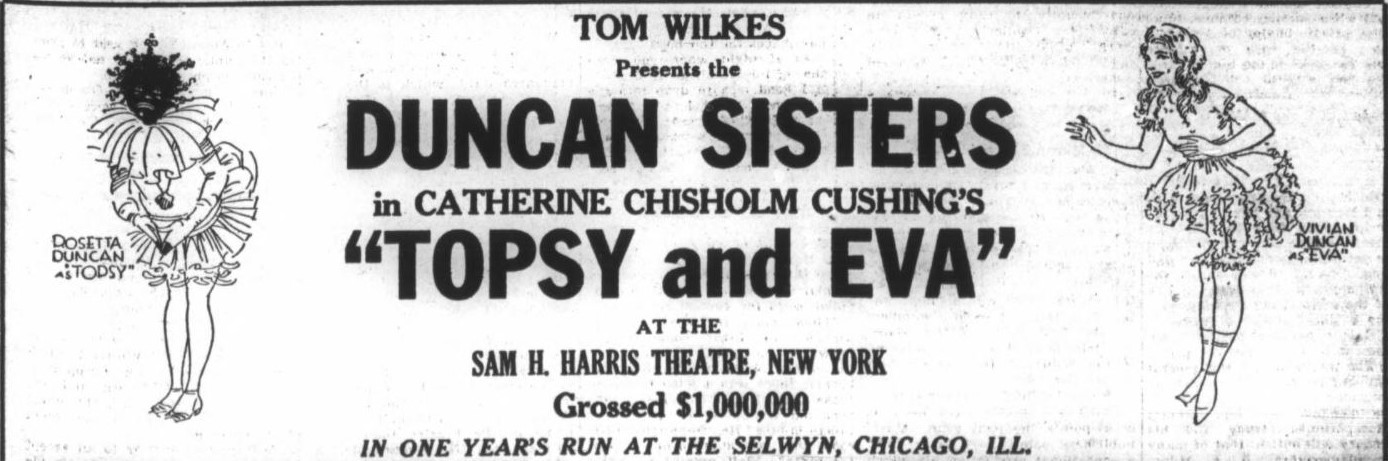
Publicité des Duncan Sisters en Topsy and Eva dans Variety en 1924

- 1917 : Doing Our Bit, revue en deux actes, produite par Lee et J.J Shubert, Winter Garden Theatre[15]
- 1919 : She's a Good Fellow, revue musicale en 3 actes, produite par Charles Dillingham, Globe Theatre[16]
- 1920 : Tip Top, comédie musicale en 2 actes, produite par Charles Dillingham, Globe Theatre[17]
- 1924 : Topsy and Eva (comédie musicale inspirée de La Case de l'oncle Tom de Harriet Beecher Stowe), produite par Thomas Wilkes, Sam H. Harris Theatre, Duncan Sisters[18]